# کوسمین پاسکاری

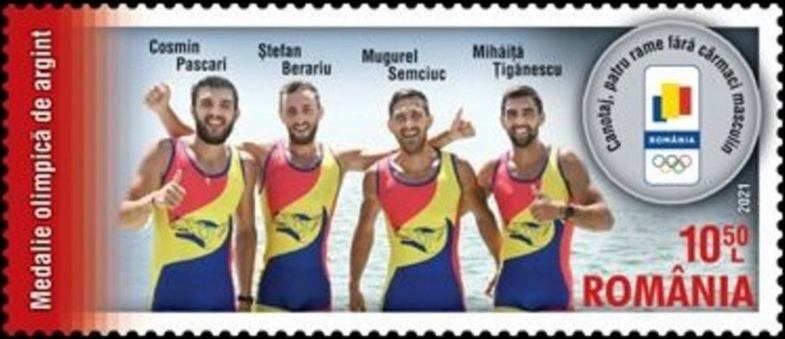
کوسمین پاسکاری، اولین نفر از سمت چپ

کوسمین پاسکاری (رومانیایی: Cosmin Pascari؛ زادهٔ ۱۲ مهٔ ۱۹۹۸) قایقران روئینگ اهل رومانی است.
وی در مسابقات کشوری و بین‌المللی در مجموع برندهٔ ۱ مدال طلا، ۳ مدال نقره شده‌است.